# Speedcar Series saison 2008
La Speedcar Series saison 2008, première édition du championnat Speedcar Series, s'est déroulée du 25 janvier au 12 avril 2008.
Cinq épreuves ont eu lieu, chacune comprenant deux manches d'environ 200 km ou 45 minutes, soit dix courses au total. Cette première saison a été remportée par l'ancien pilote britannique de Formule 1 Johnny Herbert à l'issue de la dernière course, alors qu'il était considéré comme un outsider. Son dauphin, le français David Terrien, termine le championnat avec le même nombre de points mais cède le titre car Herbert a remporté deux courses, contre une pour Terrien. Jean Alesi et Uwe Alzen ont été les deux pilotes à avoir mené le championnat, avant d'être dépassés par Herbert et Terrien. 
Onze anciens pilotes de Formule 1 ont participé à au moins une épreuve de la saison 2008 de Speedcar Series.

## Pilotes engagés
Vingt et un pilotes se sont engagés pour au moins une épreuve de la saison 2008 de Speedcar Series. 
| Écurie                 | No | Pilote                | Courses |
| ---------------------- | -- | --------------------- | ------- |
| Speedcar Team          | 06 | Ukyo Katayama         | Toutes  |
| Speedcar Team          | 07 | Stefan Johansson      | Toutes  |
| Speedcar Team          | 09 | Alex Yoong            | 2       |
| Speedcar Team          | 09 | Pedro Lamy            | 4       |
| Speedcar Team          | 10 | Gianni Morbidelli     | Toutes  |
| Speedcar Team          | 18 | Ananda Mikola         | Toutes  |
| Speedcar Team          | 27 | Jean Alesi            | Toutes  |
| Speedcar Team          | 50 | Marchy Lee (en)       | 2-4     |
| Speedcar Team          | 69 | Johnny Herbert        | Toutes  |
| Speedcar Team          | 90 | JJ Lehto              | 2-4     |
| Speedcar Team          | 96 | Jacques Villeneuve    | 3-4     |
| Phoenix Racing Team    | 08 | Uwe Alzen             | Toutes  |
| Phoenix Racing Team    | 80 | Klaus Ludwig          | 1       |
| Phoenix Racing Team    | 80 | Christian Danner      | 2       |
| Phoenix Racing Team    | 80 | Heinz-Harald Frentzen | 3       |
| G.P.C. Squadra Corse   | 12 | Klaus Ludwig          | 3       |
| G.P.C. Squadra Corse   | 21 | Mathias Lauda         | 1-2     |
| Team First Centreville | 17 | Fabien Giroix         | Toutes  |
| Team First Centreville | 71 | Nicolas Navarro       | Toutes  |
| Union Properties       | 20 | David Terrien         | Toutes  |
| Union Properties       | 85 | Hasher Al Maktoum     | Toutes  |
| Moreno Soeprapto       | 36 | Moreno Soeprapto      | 1       |

## Calendrier

### Courses de démonstration
| Manche | Circuit           | Date             | Pole Position | Vainqueur         | Écurie                 |
| ------ | ----------------- | ---------------- | ------------- | ----------------- | ---------------------- |
| R1     | Circuit de Sakhir | 2 novembre 2007  | Jean Alesi    | Fabien Giroix     | Team First Centreville |
| R2     | Circuit de Sakhir | 3 novembre 2007  |               | Gianni Morbidelli | Speedcar Team          |
| R1     | Dubaï Autodrome   | 16 novembre 2007 | ?             | ?                 | ?                      |
| R2     | Dubaï Autodrome   | 17 novembre 2007 |               | ?                 | ?                      |

### Courses du championnat
| Manche | Manche | Circuit           | Date            | Pole Position     | Meilleur tour     | Vainqueur         | Écurie              | Résumé |
| ------ | ------ | ----------------- | --------------- | ----------------- | ----------------- | ----------------- | ------------------- | ------ |
| NC     | R1     | Dubaï Autodrome   | 25 janvier 2008 | Gianni Morbidelli | David Terrien     | Gianni Morbidelli | Speedcar Team       | Résumé |
| NC     | R2     | Dubaï Autodrome   | 26 janvier 2008 | Stefan Johansson* | Uwe Alzen         | Gianni Morbidelli | Speedcar Team       | Résumé |
| 1      | R1     | Circuit de Sentul | 16 février 2008 | Ananda Mikola     | Ananda Mikola     | Jean Alesi        | Speedcar Team       | Résumé |
| 1      | R2     | Circuit de Sentul | 17 février 2008 | Ananda Mikola*    | Gianni Morbidelli | Uwe Alzen         | Phoenix Racing Team | Résumé |
| 2      | R1     | Circuit de Sepang | 21 mars 2008    | Jean Alesi        | Jean Alesi        | Jean Alesi        | Speedcar Team       | Résumé |
| 2      | R2     | Circuit de Sepang | 22 mars 2008    | David Terrien*    | Johnny Herbert    | Uwe Alzen         | Phoenix Racing Team | Résumé |
| 3      | R1     | Circuit de Sakhir | 4 avril 2008    | Johnny Herbert    | Nicolas Navarro   | David Terrien     | Union Properties    | Résumé |
| 3      | R2     | Circuit de Sakhir | 5 avril 2008    | Ukyo Katayama*    | Uwe Alzen         | Gianni Morbidelli | Speedcar Team       | Résumé |
| 4      | R1     | Dubaï Autodrome   | 11 avril 2008   | Nicolas Navarro   | Johnny Herbert    | Johnny Herbert    | Speedcar Team       | Résumé |
| 4      | R2     | Dubaï Autodrome   | 12 avril 2008   | Stefan Johansson* | Johnny Herbert    | Johnny Herbert    | Speedcar Team       | Résumé |

* Les polemens des secondes courses sont déterminés par la huitième place de la première course.

## Classement du championnat
| Pos | Pilote                | SEN 1 | SEN 2 | SEP 1 | SEP 2 | BHR 1 | BHR 2 | DUB 1 | DUB 2 | Points |
| --- | --------------------- | ----- | ----- | ----- | ----- | ----- | ----- | ----- | ----- | ------ |
| 1   | Johnny Herbert        | 3     | 7     | 2     | 4     | 5     | Abd.  | 1     | 1     | 45     |
| 2   | David Terrien         | 4     | 4     | 8     | 2     | 1     | Abd.  | 2     | 2     | 45     |
| 3   | Uwe Alzen             | 5     | 1     | 4     | 1     | Dsq.  | 2     | 4     | 11    | 42     |
| 4   | Jean Alesi            | 1     | 2     | 1     | 3     | 10 †  | 3     | Abd.  | Abd.  | 40     |
| 5   | Gianni Morbidelli     | 11    | 13 †  | 9     | 5     | 2     | 1     | 3     | 4     | 33     |
| 6   | Nicolas Navarro       | 6     | 10    | 7     | 7     | 3     | 7     | 6     | 5     | 22     |
| 7   | Mathias Lauda         | 2     | 5     | 3     | Abd.  |       |       |       |       | 18     |
| 8   | Ananda Mikola         | 8     | 3     | 5     | Abd.  | Abd.  | 5     | Abd.  | 7     | 17     |
| 9   | Marchy Lee (en)       |       |       | 14    | Abd.  | 4     | Abd.  | 5     | 3     | 15     |
| 10  | Fabien Giroix         | 10    | 12    | Abd.  | Abd.  | Abd.  | 4     | 10    | 6     | 8      |
| 11  | Klaus Ludwig          | 7     | 6     |       |       | Abd.  | 6     |       |       | 8      |
| 12  | Stefan Johansson      | 12    | 11 †  | 6     | 6     | 9 †   | 8     | 8     | 9     | 8      |
| 13  | Hasher Al Maktoum     | 9     | 9     | 10    | 8     | 7     | Abd.  | 7     | 12    | 5      |
| 14  | Jacques Villeneuve    |       |       |       |       | 6     | Abd.  | 9     | Abd.  | 3      |
| 15  | Ukyo Katayama         | 13    | 8     | 15    | 11    | 8     | Abd.  | 12    | Abd.  | 2      |
| 16  | JJ Lehto              |       |       | 12    | 10    | Abd.  | Abd.  | 11    | 8     | 1      |
| 17  | Alex Yoong            |       |       | 11    | 9     |       |       |       |       | 0      |
| 18  | Heinz-Harald Frentzen |       |       |       |       | 11 †  | 9     |       |       | 0      |
| 19  | Pedro Lamy            |       |       |       |       |       |       | 13    | 10    | 0      |
| 20  | Christian Danner      |       |       | 13    | 12    |       |       |       |       | 0      |
|     | Moreno Soeprapto      | Abd.  | Abd.  |       |       |       |       |       |       | 0      |

- † : Classé mais non arrivé